# Film sferyczny
Film sferyczny – rodzaj filmu, zrealizowany przy pomocy wieloobiektywowej kamery sferycznej. Ta technologia pozwala na rejestrowanie rzeczywistości w sferze 360° czyli zapoznanie się ze sfilmowanym materiałem wertykalnie i horyzontalnie, w USA zwane też immersive video.
Film sferyczny składa się z kilku obrazów filmowych nakręconych jednocześnie kilkoma obiektywami i złożonych w sferę 360°. Dzięki temu można  zmieniać kierunek patrzenia i wybierać  najciekawszy w danym momencie fragment rzeczywistości dzięki myszce, bądź prostemu panelowi sterującemu. Dzięki temu projekcja filmu sferycznego daje poczucie bycia wewnątrz wydarzeń dziejących się w filmie.
Pokrewną technologię zastosowało Google przy tworzeniu projektu Google Street View.